# Historiografía romana

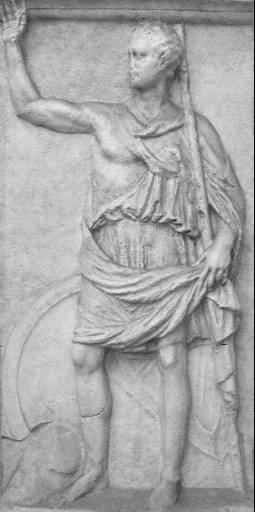
Polibio

Por historiografía romana se entiende aquella realizada desde la República romana hasta la decadencia final del Imperio romano. La historiografía romana recibió mucha influencia de la griega, especialmente por Polibio, historiador griego que vivió en Roma y escribió sobre su historia. En general, fue menos rigurosa y más moralizante que la historiografía griega. Se utilizaron fuentes orales y escritas, pero a diferencia de la griega, estas últimas tuvieron mayor importancia por la gran cantidad de documentos antiguos, como archivos sacerdotales, documentos oficiales como leyes y listas de magistrados, archivos familiares y laudationes fúnebres. Algunos autores fueron Tito Livio, Suetonio o Tácito.

## Orígenes
La historiografía romana nace en el siglo III a. C.; época en la que Roma culmina la anexión de Italia tras la conquista de la Magna Grecia y comienza su expansión por el Mediterráneo en sus enfrentamientos con Cartago. Los primeros historiadores fueron los analistas, relatos de acontecimientos ordenados cronológicamente y escritos en griego. Los analistas no establecían relaciones de causa y efecto, mezclando la fábula y relatos prodigiosos con los hechos. Escribían, por otro lado, desde un punto de vista aristocrático y nacionalista. Catón supuso una evolución respecto a los analistas. Escribió Orígenes en siete libros. Ya escribe en latín y las ciudades de Italia y el pueblo romano se convierten en protagonistas de su historia.

## Historiadores romanos
La influencia de la historiografía griega, consecuencia de la fuerte helenización cultural que experimenta Roma a partir del siglo II a. C., se evidencia en autores como Polibio (200-118 a. C.) o Plutarco (45-123 d. C.), cuyas obras pretenden asentarse sobre tres puntos básicos: las pretensiones de instrucción moral, cívica y religiosa, su objetivo de "educación de gobernantes" y el entretenimiento intelectual (para clases pudientes e instruidas). 
Por otro lado la historiografía romana está íntimamente ligada a la evolución política que lleva del colapso de la República a la instauración del Imperio, y a las propias nociones de ciudadanía y patriotismo generadas por el Estado romano. 
Las obras de los analistas fueron ensombrecidos por grandes autores que surgirán al final de la República y principios del Imperio. Así Julio César (100-44 a. C.) es un apologeta de sus éxitos y de la expansión imperial y realizó dos obras: La Guerra de las Galias (De Bello Gallico) y La Guerra Civil (De bello civili), Cayo Salustio (87-35 a. C.) es un político turbio que no parece el mejor referente moral y llevó a cabo tres obras: La Conjuración de Catilina (De coniuratione Catilinae), La Guerra de Yugurta (Bellum Iugurthinum) e Historias (Historiae), Tito Livio (59 a. C.-17 d. C.) es el gran defensor intelectual de la obra de Augusto y realizó una obra de gran transcendencia: Ab Urbe Condita, y Cornelio Tácito (58-120 d. C.) es un miembro del orden senatorial que no deja de mostrar en su obra rencor hacia los emperadores, conservándose de él parte de sus Historiae y Annales. 
- Suetonio (70-140 d. C.), por su parte, desde su cargo de secretario ab epistulis, encargado de la correspondencia oficial del Gobierno, tuvo acceso a importantes fuentes documentales, privilegiada situación que acaba cuando perdió la confianza del emperador Adriano y fue expulsado de la Corte. La obra de Suetonio De Vita Caesarum (Vidas de los doce Césares) es la fuente principal de los reinados que van desde Augusto (27 a. C.) hasta Domiciano (96 d. C.), además de incluir la biografía de Julio César.

- Polibio (c. 208–116 a. C.) fue un destacado griego que figuró fuertemente en la Liga Aquea. Al ser capturado por los romanos y transportado a Roma, Polibio se encargó de registrar la historia de Roma para explicar la tradición romana a sus compatriotas griegos. Quería convencerlos de aceptar la dominación de Roma como una verdad universal. Su obra principal, Historias, se conserva a pesar de estar fragmentada.

- Diodoro Sículo fue un historiador griego nacido en la Sicilia romana del siglo I a. C. Su obra principal fue la Bibliotheca, que constaba de cuarenta libros y pretendía ser una historia universal desde los tiempos mitológicos hasta el siglo I a. C. Empleó un estilo de escritura muy simple y directo, y se basó en gran medida en los relatos escritos para su información, la mayoría de los cuales ahora se han perdido. Diodoro se esforzó por presentar una historia humana completa en una forma conveniente y legible.

- Dionisio de Halicarnaso (fl. c. 8 a. C.) fue un historiador y crítico griego que vivió en Roma. Su obra principal fue Antigüedades romanas, una historia de Roma desde sus inicios míticos hasta la primera guerra púnica, que consta de 20 libros. En general, se le considera una fuente menos confiable que la mayoría de los otros historiadores, pero llena los vacíos en los relatos de Tito Livio. Otras obras incluyen: Sobre la imitación, Sobre Dinarco, Sobre Tucídides y Sobre la disposición de las palabras.

- Plinio el Viejo, tío de Plinio el Joven, escribió en el siglo I d. C. Era un oficial del ejército romano que murió en la erupción del Monte Vesubio en el 79 d. C. Sus obras conocidas incluyen Naturalis historia, que es una colección de libros sobre historia natural, Bella Germanica, una historia de 21 libros de las guerras romano-germanas que ocurrieron durante su vida, y una historia de 31 libros de la Roma Julio-Claudia.

- Tito Flavio Josefo (nacido en el 39 d. C.) fue un historiador y apologista judío romanizado. Entre sus obras se encuentran La guerra de los judíos (75 a 79), Antigüedades judías (93), La vida de Josefo (95) y Contra Apión (fecha de publicación desconocida). Fue influenciado por Tucídides y Polibio y fue respaldado por el emperador Tito. Aunque muchos críticos pensaron que era un traidor a su pueblo, sus escritos muestran que fue un ferviente defensor de la fe y la cultura judías. Se destaca por ser la fuente principal sobre el Período del Segundo Templo , la Primera Guerra Judío-Romana y por mencionar a Jesús de Nazaret, Santiago el Justo y muchas otras figuras del Nuevo Testamento.

- Apiano de Alejandría (c. 95-165) escribió en griego su Romaiken istorian (Historia romana), de la cual sobrevive aproximadamente la mitad. Esta obra es más conocida por su cobertura de las Guerras Civiles de la República tardía (en sus Libros XIII a XVII). Apiano aborda aquí el período aproximadamente del 133 al 35 a. C., es decir, desde las reformas de Tiberio Graco hasta la muerte de Sexto Pompeyo.

- Dión Casio fue un distinguido senador griego. Después de establecer su carrera política, Dión Casio comenzó a escribir varias obras literarias. Su obra más famosa y reconocida se llama Historia romana, que consta de 80 libros. Este trabajo está dominado por el cambio de una república romana a una monarquía de emperadores, que Dión Casio creía que era la única forma en que Roma podía tener un gobierno estable. Hoy, la única parte sobreviviente de la Historia romana es la parte del 69 a. C. al 46 d. C.

- Herodiano (ca. 178-252) fue un funcionario romano de rango menor, tal vez un liberto, que escribió una Historia Romana en ocho libros que cubre los años del 180 al 238. Su obra se llama Historia del Imperio romano después de Marco Aurelio.

- En su historia de 31 libros, a veces traducida como La Historia Romana o El Imperio Romano, Amiano Marcelino describió el tiempo desde el reinado de Nerva (98 d. C.) hasta la Batalla de Adrianópolis y la muerte de Valente (378 d. C.), aunque los primeros trece libros se han perdido. Trayendo a los libros restantes sus propias experiencias personales en los servicios militares, su escritura tenía una calidad descriptiva única, de la geografía, los eventos e incluso el carácter de los actores. Existe un debate activo sobre si la intención de la historia era una continuación de Tácito.

- La Historia Augusta es una compilación de biografías de los emperadores romanos del 117 al 284. Aunque se afirma que fue escrita por seis autores diferentes (Elio Esparciano, Julio Capitolino, Vulcacio Galicano, Elio Lampridio, Trebelio Polión y Flavio Vopisco Siracusano), la investigación contemporánea ha demostrado que puede haber sido escrito por un solo autor. Este autor puede haber tenido buenas razones para disfrazar su identidad, ya que también se ha encontrado que gran parte de la información en la Historia es muy poco confiable y el trabajo generalmente se considera una mezcla de realidad y ficción.

- En la Antigüedad tardía se publicaron una gran cantidad de breviaria u obras históricas cortas (véase Aurelio Víctor, Eutropio, Festo, Sidonio Apolinar, Epitome de Caesaribus, Anónimo Valesiano). Es posible que hayan tenido una fuente común, la llamada Enmannsche Kaisergeschichte (Historia de los emperadores de Enmann, llamada así porque su existencia fue teorizada por el erudito alemán Alexander Enmann), que se ha perdido.

- Zósimo fue un historiador pagano que escribió hacia 500 una historia de Roma en seis libros hasta 410. Aunque no podría compararse con Amiano Marcelino, su trabajo es importante para los acontecimientos posteriores al 378.

- Las importantes historias de Prisco y Olimpiodoro de Tebas se han perdido salvo algunos fragmentos.

- Veleyo Patérculo fue un historiador romano que vivió desde alrededor de 19 a. C. hasta después de 30 d. C. Escribió Historiae Romanae, que es un resumen de la historia romana desde la fundación de la ciudad hasta 30 d. C. Aunque ahora falta casi todo su trabajo, sigue siendo una fuente valiosa sobre los reinados de Augusto y Tiberio. Él "representa el tipo de historia aduladora condenada por Tácito, que ignora a Veleyo, como lo hacen todas las autoridades antiguas".